# Ghẹ xanh
Ghẹ xanh (tên khoa học Portunus pelagicus), hay ghẹ hoa, ghẹ nhàn xanh, là một loài ghẹ lớn tìm thấy ở các cửa sông của Ấn Độ Dương và Thái Bình Dương (phần duyên hải châu Á) cũng như vùng duyên hải trung-đông của Địa Trung Hải. Loài ghẹ này phân bố rộng ở miền đông châu Phi, Đông Nam Á, Nhật Bản, Australia và New Zealand.
Ghẹ đực có vỏ màu lam sáng với các đốm trắng và các càng dài đặc trưng, trong khi ghẹ cái có màu nâu/lục xỉn màu hơn và mai thuôn tròn hơn. Mai của chúng có thể rộng tới 20 cm.
Phần lớn thời gian chúng ẩn nấp dưới cát hay bùn, cụ thể là trong thời gian ban ngày và mùa đông, điều này có thể giải thích nhờ sự chịu đựng tốt của chúng đối với NH4+ và NH3 . Chúng đi kiếm ăn khi thủy triều lên. Thức ăn của chúng khá đa dạng, từ các động vật hai mảnh vỏ, cá và ít hơn là các loại tảo lớn. Chúng bơi lội rất tốt, chủ yếu là do các cặp chân dẹp tựa như các mái chèo. Tuy nhiên, ngược lại với loài cua bể xanh (Scylla serrata) trong cùng Họ Cua bơi, chúng không thể sống một thời gian dài mà không có nước.
Ghẹ xanh là loài hải sản có tầm quan trọng thương mại trong khu vực Ấn Độ Dương-Thái Bình Dương và nó được buôn bán dưới dạng cua (ghẹ) mai cứng hoặc "mai mềm", cả hai dạng này đều được coi là những đặc sản trong khu vực châu Á. Loài này được đánh giá cao do thịt của nó ngọt như thịt cua xanh Đại Tây Dương (Callinectes sapidus), nhưng P. pelagicus lại to hơn.
Các đặc trưng này, cùng với tộc độ lớn nhanh, nuôi dễ dàng, mắn đẻ và khả năng kháng chịu cả nitrat    lẫn amonia , (cụ thể là NH3, là dạng có độc tính cao hơn dạng ion NH4+, do nó dễ dàng khuếch tán qua màng mang), đã làm cho loài này là tương đối lý tưởng trong nuôi trồng thủy sản.
P. pelagicus không phải là loài sinh vật biển thật sự do nói chung nó hay tiến vào các cửa sông để kiếm thức ăn và trú ẩn. Ngoài ra, chu trình vòng đời của nó phụ thuộc vào các cửa sông do ấu trùng và ghẹ non sử dụng các môi trường nước lợ cửa sông để sinh sống và phát triển. Trước khi trứng nở, ghẹ cái di chuyển tới các môi trường sống nông cạn ven cửa sông, đẻ trứng và ấu trùng mới nở (ấu trùng giai đoạn I) sẽ tiến về các cửa sông. Trong khoảng thời gian này chúng ăn các loại phiêu sinh vật nhỏ và phát triển từ giai đoạn ấu trùng I (zoea I) tới ấu trùng giai đoạn IV (khoảng 8 ngày) và sau đó thành giai đoạn ấu trùng cuối cùng (megalopa), kéo dài khoảng 4-6 ngày. Giai đoạn ấu trùng này có đặc trưng là có các càng to để bắt mồi. Giai đoạn từ dạng megalopa biến hóa thành dạng cua/ghẹ thì chúng vẫn tiếp tục sống tại cửa sông, do môi trường vẫn phù hợp để kiếm ăn và trú ẩn. Tuy nhiên, các chứng cứ cho thấy ghẹ non không thể chịu được độ mặn thấp trong một thời gian dài, có lẽ là do khả năng điều chỉnh siêu thẩm thấu quá yếu của nó. Điều này có thể giúp giải thích sự di cư hàng loạt của chúng từ cửa sông ra biển trong mùa mưa.